# ダニーデン・ブルージェイズ
ダニーデン・ブルージェイズ (Dunedin Blue Jays) は、MiLB、A+（アドバンスA）フロリダ・ステート・リーグ西地区所属のプロ野球チーム。本拠地はフロリダ州ダニーデンにあるフロリダ・オート・エクスチェンジ・スタジアム。現在はMLB・トロント・ブルージェイズ傘下のチームとして活動している。

## 選手名鑑

### 現役選手
| 投手 - 13 ネイト・アベル (Nate Abel) - 32 ブラッド・アレン (Brad Allen) - -- ブランドン・ビクスサー (Brandon Bixler) - 44 マット・ダーモディー (Matt Dermody) - 26 デニス・ディアス (Denis Diaz) - -- ボビー・ドラン (Bobby Doran) - 7 マイク・エスペデス (Mike Estevez) - 34 ジェレミー・ガブリスキー (Jeremy Gabryszwski) - 11 グリフィン・グラウド (Griffin Glaude) - 6 アロンソ・ゴンザレス (Alonzo Gonzalez) - 27 ルイス・サントス (Luis Santos) | 投手 - 13 ネイト・アベル (Nate Abel) - 32 ブラッド・アレン (Brad Allen) - -- ブランドン・ビクスサー (Brandon Bixler) - 44 マット・ダーモディー (Matt Dermody) - 26 デニス・ディアス (Denis Diaz) - -- ボビー・ドラン (Bobby Doran) - 7 マイク・エスペデス (Mike Estevez) - 34 ジェレミー・ガブリスキー (Jeremy Gabryszwski) - 11 グリフィン・グラウド (Griffin Glaude) - 6 アロンソ・ゴンザレス (Alonzo Gonzalez) - 27 ルイス・サントス (Luis Santos) | 捕手 - 16 セス・コナー (Seth Conner) - -- マックス・ペンティコスト (Max Pentecost) - 19 マイク・リーブス (Mike Reeves) - 18 ホルヘ・サエズ (Jorge Saez) - 8 クリス・シュエファー (Chris Schaeffer) 内野手 - 5 アーロン・アッタウェイ (Aaron Attaway) - 21 L.B.ダンツラー (L.B. Dantzler) - 33 マット・ディーン (Matt Dean) - 23 アンディ・ファーミン (Andy Fermin) - 28 ミッチ・ネイ (Mitch Nay) - 71 ロウディ・テレス (Rowdy Tellez) - 2 ディッキー・ジョー・ソン (Dickie Joe Thon) 外野手 - 10 アンソニー・アルフォード (Anthony Alford) - -- J.D.デービス (J.D. Davis) - 14 デリック・ラブレス (Derrick Loveless) - 1 イアン・パームリー (Ian Parmley) | 捕手 - 16 セス・コナー (Seth Conner) - -- マックス・ペンティコスト (Max Pentecost) - 19 マイク・リーブス (Mike Reeves) - 18 ホルヘ・サエズ (Jorge Saez) - 8 クリス・シュエファー (Chris Schaeffer) 内野手 - 5 アーロン・アッタウェイ (Aaron Attaway) - 21 L.B.ダンツラー (L.B. Dantzler) - 33 マット・ディーン (Matt Dean) - 23 アンディ・ファーミン (Andy Fermin) - 28 ミッチ・ネイ (Mitch Nay) - 71 ロウディ・テレス (Rowdy Tellez) - 2 ディッキー・ジョー・ソン (Dickie Joe Thon) 外野手 - 10 アンソニー・アルフォード (Anthony Alford) - -- J.D.デービス (J.D. Davis) - 14 デリック・ラブレス (Derrick Loveless) - 1 イアン・パームリー (Ian Parmley) |
| * 40人ロースター ** DL入り 2016年2月28日更新 [公式サイト(英語)より：ロースター 選手の移籍・故障情報] | | | |

### 監督・コーチ
| 背番号 | 国籍               | 役職       | 選手名                                  |
| --     | ベネズエラの旗     | 監督       | オマー・マラベ (Omar Malave)            |
| --     | アメリカ合衆国の旗 | 打撃コーチ | コリー・ハート (Corey Hart)             |
| --     | アメリカ合衆国の旗 | 投手コーチ | ジム・チャーコウスキー (Jim Czajkowski) |